# Jardins de l'Arboreda
Els Jardins de l'Arboreda són un parc públic urbà del barri barceloní de la Marina del Port d'uns 10.000 metres quadrats de superfície. Estan situats a l'interior de l'illa delimitada pel passeig de la Zona Franca, el carrer de l'Energia, de la Mecànica i dels Alts Forns. Aquests jardins formen part de la urbanització de Sant Cristòfol, la barriada dels antics pisos de la Seat de la Zona Franca. Té una tipologia de plaça dura amb arbrat de gran alçària amb un conjunt d'edificis que encerclen els parterres.

## Vegetació
La part més verda de l'espai és la plaça central, de contorn irregular on es distribueixen els arbres en diferents parterres de forma irregular. En aquesta plaça central hi ha una sèrie d'arbres: casuarines (Casuarina cunninghamiana) i acàcies de Constantinoble (Albizia julibrissin), remarcables per la seva alçària. També distribuïts pels parterres trobem pebrers bords (Schinus molle), bellaombres (Phytolacca dioica) i rodejant la plaça central hi trobem plàtans (Platanus hispanica) més casuarines i pollancres i alguns exemplars d'acàcia de tres punxes (Gleditsia triacanthos).
Sobre el parterre de major superfície hi ha plantats pollancres del Canadà (Populus canadienses), pins pinyoners (Pinus pinea) i plàtans. L'àrea de jocs infantils d'aquest parterre està envoltat de freixes (Fraxinus excelsior) jacarandes (Jacaranda mimosifolia) i altre cop plàtans.
Altres espècies que podem trobar a l'espai són: el miòpor (Myoprum laetum), la robínia (Robinia pseudoacacia), la sòfora (Sophora japonicum) i la palmera (Washingtonia robusta).